# Solveig Hoogesteijn
Solveig Hoogesteijn (Estocolmo, 3 de agosto de 1946) es una escritora, productora y directora de cine venezolana nacida en Suecia. Es especialmente conocida por Macu, la mujer del policía la tercera película más taquillera de Venezuela.

## Biografía
Hoogesteijn es hija de padre holandés y madre alemana. Nació en Estocolmo y un año después de su nacimiento la familia emigró a Venezuela en 1947. Durante más de 30 años su padre dirigió un programa de radio en alemán en Caracas llamado La Hora Alemana destinado a todos los públicos de habla alemana.
Solveig estudió bachillerato en el Colegio Alemán Humboldt de Caracas y entre 1971 y 1976 se trasladó a Alemania para estudiar cine en la Universidad de Televisión y Cine de Múnich. Más tarde cursó estudios de Arte y Literatura en la Universidad Central de Venezuela en Caracas.
Empezó su carrera realizando documentales y películas para televisión. Su ópera prima fue El mar del tiempo perdido basada en un cuento de Gabriel García Márquez, una parábola que narra la llegada del norteamericano a Latinoamérica que ganó varios premios internacionales, entre ellos un premio en el Festival de Cine de La Habana. Su segundo largometraje fue Manoa, una especie de trabajo a través del tiempo de dos jóvenes músicos, Víctor Cuica y Diego Silva también recibió diversos galardones internacionales. Macu, la mujer del policía (1987) fue la película más taquillera del cine venezolano de la época con 1.180.817 espectadores Maroa (2005) coproducida por España y Venezuela formó parte de la Selección Oficial de Venezuela para la 79.ª edición de los Premios de la Academia a la Mejor Película en Lengua Extranjera en 2007.
En 1999 empezó a gestar el Trasnocho Cultural, un centro cultural inaugurado en 2001 del que fue su directora general durante dos décadas y que se ha convertido en uno de los centros culturales más importantes de Caracas. Es una fundación privada que difunde la cultura en todas sus expresiones: cine, teatro, artes visuales, literatura, música, gastronomía, historia y medios vanguardistas. En mayo de 2021, tras la pandemia del coronavirus renunció a la dirección siendo sustituida por el crítico de cine José Pisano - a quien considera su mano derecha- anunciando su intención de regresar a la dirección cinematográfica aunque seguirá como asesora del centro.

## Vida personal
Hoogesteijn estuvo casada con el saxofonista de jazz, compositor y actor venezolano Víctor Cuica (1949-2020) quien ha compartido créditos en varias de sus películas, estando a cargo de sus bandas sonoras musicales y, en algunos casos, actuando en papeles principales. En 1982 nació su único hijo, Jan Cuica Hoogesteijn.

## Filmografía
Como directora y guionista:
- 1975: Puerto Colombia
- 1977: El Mar del Tiempo Perdido
- 1980: Manoa
- 1980: Manoa - Flucht aus der Zeit (para TV)
- 1982: Alemania Puede Ser Muy Bella, a Veces
- 1987: Macu, La mujer del policía
- 1994: Santera
- 1999: Documental “En Busca de Humboldt”
- 2005: Maroa